# Geophilus marginatus
Geophilus marginatus är en mångfotingart som först beskrevs av Lucas 1849.  Geophilus marginatus ingår i släktet Geophilus och familjen storjordkrypare.
Artens utbredningsområde är Algeriet. Inga underarter finns listade i Catalogue of Life.